# أدريان الثاني
أدريان الثاني هو البابا رقم 106 في قائمة باباوات الكنيسة الكاثوليكية انتخب في 14 ديسمبر عام 867 وتوفي يوم 14 ديسمبر عام 872.
في عهده عقد مجمعاً يقضي بالصلح بين كنيسة روما وكنيسة الشرق، لكنها لم تستمر طويلاً، حيث أن مؤسس السلالة المقدونية باسيليوس الأول هو من أتلى بهذه الفكرة، حتى أن هذا البابا قد أخفق وفشل في تسوية الخلافات حول وراثة عرش الكارولينجيين، وكان ضعيفاً في الحكم ومظلماً أيضاً بسبب ظروفٍ عائلية.